# تری اومالی
تری اومالی (انگلیسی: Terry O'Malley؛ زادهٔ ۲۱ اکتبر ۱۹۴۰) بازیکن هاکی روی یخ، و قاضی اهل کانادا است.